# Pragelato
Pragelato (piemontiul: Pragelà, okcitánul: Prajalats) település Olaszországban, Lombardia régióban, Torino megyében. Lakosainak száma 741 fő (2023. január 1.). Pragelato Exilles, Fenestrelle, Oulx, Prali, Salbertrand, Salza di Pinerolo, Sauze d’Oulx, Sestriere, Usseaux, Massello és Sauze di Cesana községekkel határos.

## Népesség
A település népességének változása:
| Lakosok száma | 781  | 786  | 741  |
|               | 2017 | 2018 | 2023 |